# Bou Aiche
Bou Aiche (în arabă بوعيش) este o comună din provincia Médéa, Algeria.
Populația comunei este de 8.873 de locuitori (2008).